# Интеграл Пуанкаре — Картана
Интеграл Пуанкаре — Картана — относительный интегральный инвариант первого порядка для классической динамической системы в потенциальном поле (интегральный инвариант Пуанкаре — Картана).

## Формулировка
Контурный интеграл 
{\displaystyle J=\oint \limits _{C}\left(\sum p_{j}\,dq_{j}-H\,dt\right),}
взятый по любому контуру {\displaystyle C}, охватывающему трубку прямых путей, не зависит от выбора этого контура.

## Пояснения
Интегральным инвариантом называется интегральное выражение, зависящее от координат и импульсов и сохраняющееся неизменным на некоторым образом выделенных множествах прямых путей (путей, на которых выполняется соответствующие уравнения Лагранжа). Относительным называется интегральный инвариант, относящийся к какому-либо замкнутому контуру. Порядок инварианта определяется размерностью множества, по которому производится интегрирование. Интегральный инвариант Пуанкаре — Картана является инвариантом первого порядка, так как интегрирование производится по одномерному множеству (по контуру).